# Vocabulari bàsic (lingüística)
El vocabulari bàsic és un concepte que s'ha usat molt recurrentment en la lingüística. El lèxic és una de les parts de la llengua que més canvia al llarg del temps, però hi ha una part d'aquest lèxic que s'ha detectat que és molt resistent a aquest canvi i que sembla que es manlleva molt poc. Aquesta part del lèxic que està pràcticament fossilitzada en la llengua s'anomena vocabulari bàsic i existeix en totes les llengües. S'han fet estudis sobre aquest vocabulari i s'han intentat crear llistes universals, és a dir, que existeixin en totes les llengües.

## Discussions
En el tercer dels pressupòsits bàsics de Dixon hi diu que "No hi ha cap principi universal que afirmi que els elements del vocabulari bàsic siguin menys manllevables que els elements no-bàsics. Això sembla vàlid per les llengües d'Europa i de moltes altres parts del món, però no és aplicable a tot arreu, i no pot ser pres com un axioma sinó com una base parcial als postulats de parentiu genètic".
Això entra en directa contradicció amb el principi que estipula el concepte de Vocabulari Bàsic, ja que si existeix és precisament perquè ofereix una important resistència al manlleu i al canvi fonològic.

## Alguns dels llistats més importants
Hi ha diferents propostes a l'hora d'aventurar-se a recollir un vocabulari bàsic, aquestes propostes son una constant al llarg de la història de la Lingüística Històrica, tot i que hi ha hagut una forta tendència a relacionar el vocabulari bàsic d'una llengua amb el vocabulari cultural, no té per què haver-hi una relació.

### Llistat de Lorenzo Hervás i Panduro
El 1787, Lorenzo Hervás y Panduro va elaborar un llistat amb 35 paraules que s'estima que va ser el primer vocabulari bàsic de la història de la Lingüística, conté 35 paraules.

Aquestes paraules són:
```
ABAJO, AGUA, ALMA, ANIMAL, AÑO, ARRIBA,BLANCO, BOCA, BRAZO, CABELLO, CABEZA, CAMINO, CARA, CASA, CLARO, CIELO, CEJA, CORAZÓN, CUELLO, CUERPO, DEDO, DEMONIO, DÍA, DIENTE, DIOS, DULCE, ESPALDA, ESTRELLA, FRENTE, FUEGO, GARGANTA, HOMBRE, LABIO, LAGO, LENGUA, LLUVIA, LUNA, MADRE, MANO, MES, MIEL, MUJER, MUSLO, NARIZ, NEGRO, NOCHE, OJO, OLOROSO, OSCURO, PADRE, PÁJARO, PECHO, PEZ, PIE, PIEDRA, PIERNA, RAYO, ROJO, SELVA, SOL, TIERRA, VIENTO, VIENTRE.
```

Aquest vocabulari bàsic ha estat una mica discutit per alguns lingüistes, ja que inclou idees de divinitat que en moltes cultures no existeixen.

### Llistat de Swadesh
Morris Swadesh va ser un dels primers a desenvolupar el concepte de Glotocronologia, mentre va desenvolupar aquest tema es va veure obligat a elaborar diferents llistats de vocabulari bàsic, de l'anglès principalment, un d'ells és el que segueix, el llistat final que va publicar el 1971 (traduïda al català), tot i que hi han notes prèvies a aquest llistat que corresponen a l'any 1955 i alguns dels mots apareixen ja en el llistat de 1952.
El llistat el presentem en l'ordre de estabilitat semàntica proposat per en Swadesh: 
```
1. JO 2. TU 3. NOSALTRES 4. AIXÒ 5. ALLÒ 6. NO 7. QUI 8. QUE 9. TOTS
 
10. MOLTS 11. UN 12. DOS 13. GRAN 14. LLARG 15. PETIT 16. DONA 17. HOME 18. PERSONA 19. PEIX
 
20. OCELL 21. GOS 22. POLL 23. ARBRE 24. LLAVOR 25.FULLA 26. ARREL 27. ESCORÇA 28. PELL 29. CARN
 
30. SANG 31. OS 32. GREIX 33. OU 34. BANYA 35. CUA 36. PLOMA 37. CABELL 38. CAP 39. ORELLA
 
40.ULL 41. NAS 42. BOCA 43. DENT 44. LLENGUA 45. UNGLA 46. PEU 47. GENOLL 48.MÀ 49. VENTRE
 
50. COLL 51. PIT 52. COR 53. FETGE 54. BEURE 55.MENJAR 56. MOSSEGAR 57. VEURE 58. OIR 59. CONÈIXER
 
60. DORMIR 61.MORIR 62. MATAR 63. NEDAR 64. VOLAR 65. CAMINAR 66. VENIR 67.AJEURE'S 68. SEURE 69. AIXECAR-SE
 
70. DONAR 71. DIR 72. SOL 73. LLUNA 74. ESTRELLA 75. AIGUA 76. PLUJA 77. PEDRA 78. SORRA 79. TERRA
 
80. NÚVOL 81. FUM 82. FOC 83. CENDRA 84. CREMAR 85. CAMI 86. MUNTANYA 87.VERMELL 88. VERD 89. GROC
 
90. BLANC 91. NEGRE 92. NIT 93. CALENT 94.FRED 95. PLE 96. NOU 97. BO 98. RODO 99. SEC 100. NOM.
```

En Swadesh va escriure moltes versions del llistat. Per veure més llistats i versions d'en Swadesh, vegeu l'entrada en anglès "Swadesh list".

### Llistat de Luque Duran
```
AGUA, CASA, MUJER, COMER, DOLOR, ÁRBOL, OÍR, HABLAR, VER, CABEZA
, 
ENFADARSE, GRANDE, AQUÍ, FUEGO, ESPINA, BEBER, PIE, PORTAR, CIELO
, 
RÍO, MANO, LUNA, MORIR, VERDAD, CENIZAS, HOMBRE, NIÑO, HUMO, ROCA
, 
ESPÍRITU, LABIO, MONTAÑA, CALIENTE, ODIAR, CERRAR, CUBRIR, PELO, OSCURIDAD
, 
NOCHE, CORAZÓN, BARRO, MIEL, BANANA
.
```

### Llistat de Dolgopolski
El llistat d'en Dolgopolsky va ser elaborat l'any 1964. Llista els 15 elements lèxics d'allò que té més estabilitat semàntica i es va basar en l'estudi d'unes 140 llengües de la zona d'Euràsia. Aquesta llista la formen els mots següents:
```
1A. PERSONA, DOS, 2A. PERSONA, QUI/QUE, LLENGUA, NOM, ULL, COR, DENT, NEGATIU VERBAL, UNGLA, PUÇA, LLÀGRIMA, AIGUA, MORT.
```

## Altres llistats de vocabulari bàsic
- Llistat combinat del Leipzig i del Jakarta (Llistat Leipzig-Jakarta)
- Llista de 35 paraules de Starostin
- Llista de 20 paraules de Dryer